# NGC 735
NGC 735 (również PGC 7275, PGC 7282 lub UGC 1411) – galaktyka spiralna (Sb), znajdująca się w gwiazdozbiorze Trójkąta. Odkrył ją William Herschel 13 września 1784 roku.
W galaktyce tej zaobserwowano trzy supernowe: SN 1972L, SN 2000dj i SN 2006ei.